# Roxy Paine
Roxy Paine, född 1966 i New York, är en amerikansk konstnär.

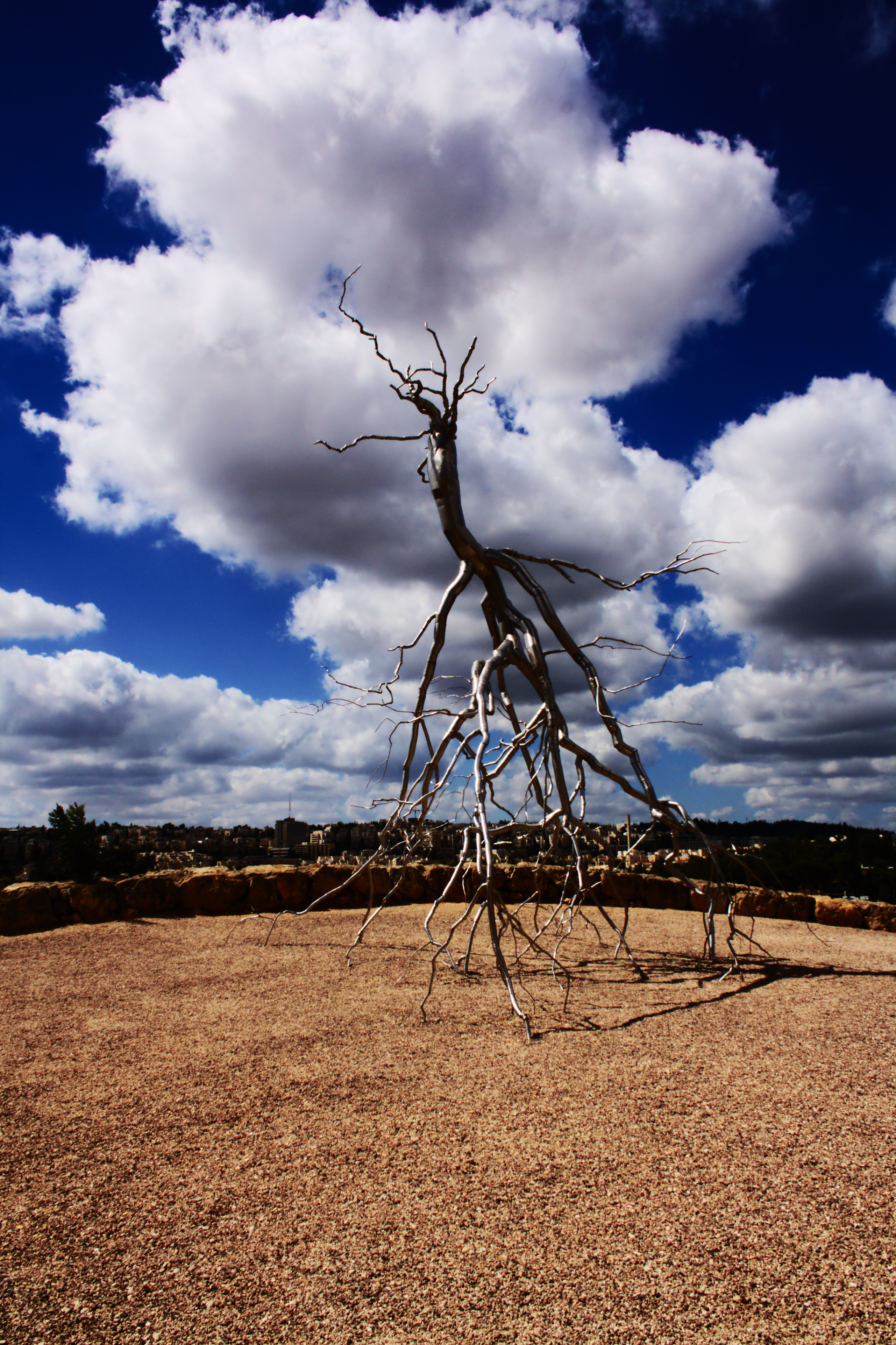
Inversion (2008), Israel Museum

Många av Roxy Paines konstverk har en koppling till naturen i form av blommor, svampar, och träd eller till maskiner i form av installationer eller skulpturer.

## Verk i urval
- Impostor (1999), ett nio meter högt träd av rostfritt stål
- Puddle Field (1998), naturtrogna vattenpölar av glas
- Bad lawn (1998), en naturtrogen, förvildad gräsmatta, gjord med detaljrikedom i målad plast

Dietaljrikedomen, exempelvis de enskilda kvistarna och grenarna i Impostor, eller kron- och blombladen och grässtråna i Bad lawn, är karaktäristisk för Roxy Paines verk.
Länken till det maskinella ses i flertalet konstproducerande maskiner som Paine konstruerat, exempelvis:
- Paint Dipper från 1997,&98 en maskin som automatiskt doppar en uppspänd målarduk upp och ned i ett färgkar så att stalaktitliknande färgtappar bildas, inte helt olik en ljusstöpningsprocess, och i
- SCUMAKq (Auto Sculpture Maker)  från 1998, en maskin som på ett rullband trycker fram plastklickar, som stelnar till olikformade skulpturer.
- Painting Manufacture Unit från 2000
- Drawing machine från 2001